# Mieczysław Denhoff-Gołogowski
Mieczysław Denhoff-Gołogowski (ur. 1887, zm. po 1937) – oficer armii rosyjskiej i polskiej, działacz społeczny i polityczny w Pabianicach.
Ur. 8 września 1887 w Warszawie. Był oficerem armii rosyjskiej, w 1917 w stopniu ppor. Po rewolucji lutowej w Rosji działacz Związku Wojskowych Polaków, członek i sekretarz Związku Centralnego ZWP. Na Ogólnym Zjeździe ZWP w Rosji, który odbył się w dniach 8 czerwca – 22 czerwca 1917 r. w Piotrogrodzie wybrany do 18-osobowego składu Naczelnego Polskiego Komitetu Wojskowego (Naczpolu). 17 stycznia 1918 aresztowany przez bolszewików i osadzony w więzieniu w Mińsku, skąd wraz z innymi aresztowanymi członkami Naczpolu uciekł po tygodniu do Bobrujska, gdzie wstąpił do I Korpusu Polskiego.
Uczestniczył w wojnie polsko-bolszewickiej, jako oficer 75 pułku piechoty, gdzie dowodził grupą inżynieryjną nr 2. 13 sierpnia 1921 zdemobilizowany rozkazem nr 99 w stopniu kapitana. W latach 1924–1925 redaktor „Expressu Pomorskiego” w Toruniu, W 1927 dyrektor teatru w Płocku. W latach 30. mieszkał w Pabianicach, gdzie należał do grona czołowych działaczy sanacyjnych. Wicedyrektor. Ubezpieczalni Społecznej w Pabianicach, zwolniony z dniem 31 lipca 1937. W latach 1934–1937 był także prezesem oddziałów Związku Rezerwistów RP i Federacji Polskich Związków Obrońców Ojczyzny w Pabianicach. W 1935 delegat do senackiego kolegium wyborczego województwa łódzkiego.
Dalsze losy nieznane. 